# Симптом Труссо
Симптом Труссо это симптом, который проявляется при проведении пробы Труссо и выявляет пациентов с пониженным содержанием кальция. Также метод используется для диагностирования повышенной нервно-мышечной возбудимости. Метод открыт французским врачом Арманом Труссо, в 1861 году и назван в его честь. Причина проявления симптома в повышении нервно-мышечной возбудимости при гипокальцемии. Симптом ярко проявляется когда уровень кальция в крови  1.75–2.25 ммоль/л.
Симптом Труссо также может проявляться у 1-4 % людей с нормальным содержанием кальция.

### Методика проведения пробы Труссо
Методика проведения пробы состоит в следующем: около трёх минут, сдавливается плечо пациента манжетой для измерения артериального давления, в состоянии выше систолического давления на 20 мм рт. ст., в результате происходит сгибание кисти, как результат судороги мышц, формируется так называемая "рука акушера".